# Herb Krzeszowic
Herb Krzeszowic – jeden z symboli miasta Krzeszowice i gminy Krzeszowice w postaci herbu.

## Wygląd i symbolika
Herb przedstawia w czerwonej tarczy herbowej typu hiszpańskiego srebrny topór na złotym toporzysku w słup oraz półtrzecia srebrnego krzyża, w podstawie trzy białe wzgórza.
Topór nawiązuje do herbu rodowego Topór Tęczyńskich, właścicieli Krzeszowic i okolicznych wsi, a także istniejącego nieopodal Krzeszowic w XV wieku miasta Nowa Góra.
Półtrzecia krzyża pochodzi z herbu Pilawa Potockich, właścicieli Krzeszowic od końca XVIII wieku, którzy przyczynili się do rozwoju miejscowości inwestując w infrastrukturę uzdrowiskową.
Srebrne trzy wzgórza w podstawie tarczy nawiązują do położenia miasta wśród wzgórz Garbu Tenczyńskiego, wzgórz jurajskich, a także do dawnego miasta Nowa Góra.

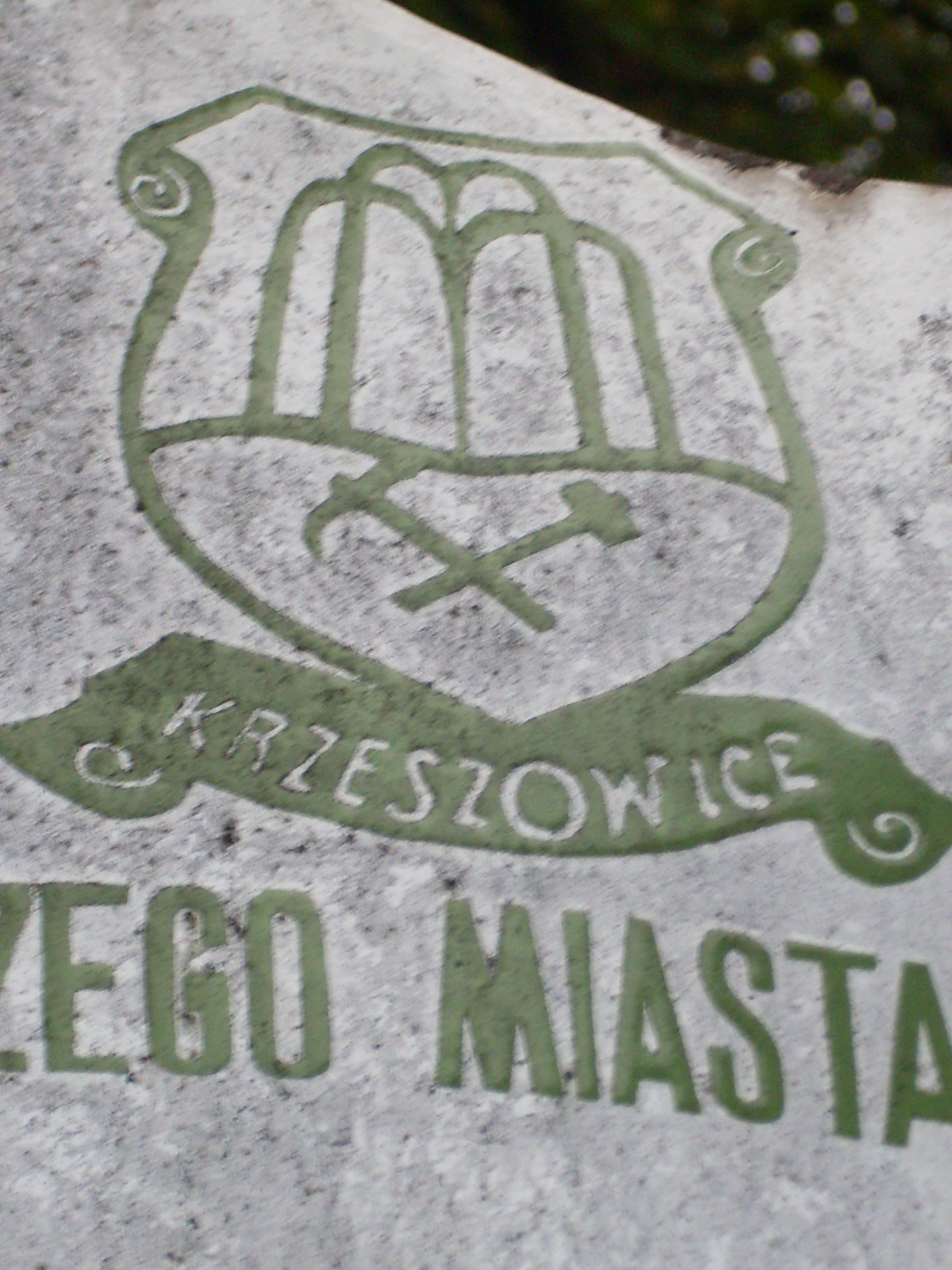
Dawny herb miasta

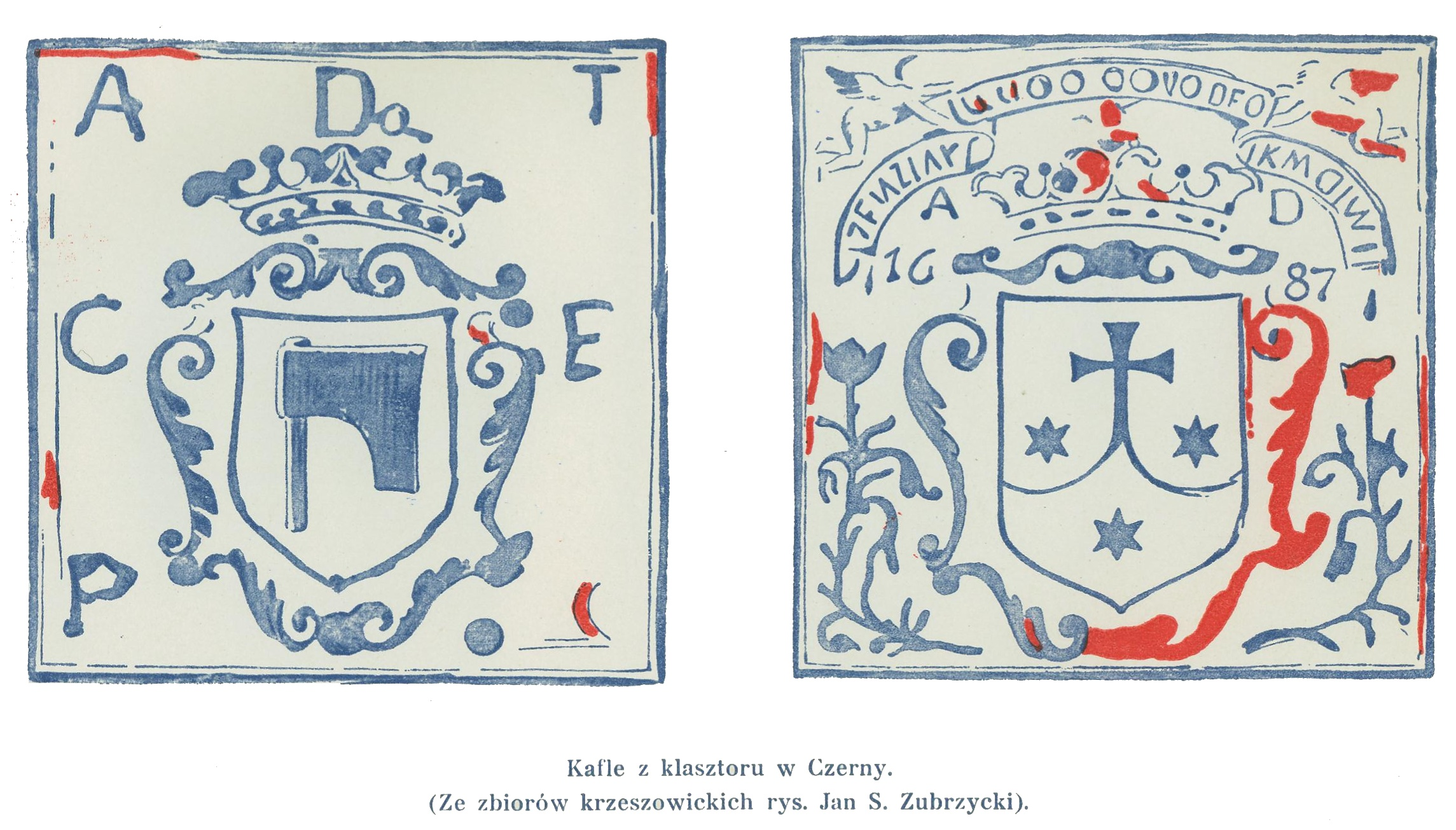
Kafle z klasztoru w Czernej z herbami użytymi w obecnym herbie

## Historia
Herb miasta stworzony przez Mariana Konarskiego ok. 1960 roku przedstawiał w polu białym bijące źródło o czterech błękitnych strugach. W zielonej podstawie herbu czarne skrzyżowane narzędzia górnicze oskard i młot. Herb ten zatwierdzono w 1985, nawiązywał do uzdrowiskowych oraz górniczych tradycji miasta.